# Grünhagen (Bienenbüttel)
Grünhagen ist ein Ortsteil der Einheitsgemeinde Bienenbüttel im niedersächsischen Landkreis Uelzen. Er war der Standort eines Schloss Grünhagen der Äbte des Klosters St. Michaelis  in Lüneburg, von dem heute nur noch ein Grabenrest vorhanden ist. 

## Geografie und Verkehrsanbindung
Grünhagen liegt nordwestlich des Kernortes Bienenbüttel an der B 4. Die Ilmenau fließt unweit nördlich und östlich. Östlich erstreckt sich das 230 ha große Naturschutzgebiet (NSG) Vierenbach und südlich und südwestlich das etwa 250 ha große NSG Schierbruch und Forellenbachtal.

## Sehenswürdigkeiten

### Baudenkmale
In der Liste der Baudenkmale in Bienenbüttel sind für Grünhagen zwei Baudenkmale aufgeführt:
- Ehemaliges Wohnwirtschaftsgebäude (Am Walde 4)
- Ehemaliges Forsthaus (Lüneburger Straße 2)

## Persönlichkeiten

### Söhne und Töchter
- Wilhelm Engelhard (oder Engelhardt) (1813–1902), Porträtmaler